# McGraw-Hill Education
Pour les articles homonymes, voir McGraw ou S&P Global pour l'ancienne branche information financière du groupe McGraw-Hill.
McGraw-Hill Education est une entreprise américaine basée à New York issue de la scission de l'ancienne société McGraw-Hill en 2013. McGraw-Hill Education est l'un des leaders mondiaux de l'édition universitaire et scientifique. L'entreprise propose des solutions, logiciels et services d'enseignement allant de la maternelle au doctorat universitaire. Elle est aussi positionnée sur les marchés de l'édition professionnelle et de l'édition de référence en médecine, ingénierie et affaires. L'entreprise opère dans plus de 135 pays, en partenariat avec 14 000 auteurs et professeurs.
À l'origine la division éducation du groupe The McGraw-Hill Companies, McGraw-Hill Education est cédée en mars 2013 au fonds d'investissement Apollo Global Management pour 2,4 milliards de dollars en numéraire. La branche information financière du groupe McGraw-Hill désormais nommée S&P Global est indépendante de McGraw-Hill Education.

## Histoire
Les origines de McGraw-Hill remontent à l'année 1888 : James H. McGraw (1860–1948) venait alors de racheter une revue de vulgarisation technique, l’American Journal of Railway Appliances, consacrée aux mécanismes des locomotives. Il acheta d'autres journaux par la suite, pour les regrouper sous la raison sociale The McGraw Publishing Company en 1899. John A. Hill (1858–1916) éditait de son côté un certain nombre d'ouvrages techniques : en 1902 il créait The Hill Publishing Company. Puis en 1909 les deux éditeurs se convainquirent de la complémentarité de leur offre, et décidèrent de fusionner les deux compagnies, donnant naissance à The McGraw-Hill Book Company, avec John Hill comme président et James McGraw comme vice-président. La maison d'édition devint en 1917 The McGraw-Hill Publishing Company, Inc. 
La série Schaum's Outline (lancée dans les années 1930), est une collection de livres d'exercices couvrant une multitude de disciplines scolaires : elle a rendu cet éditeur mondialement célèbre. Vers le milieu des années 1950, McGraw Hill s'est lancé dans une politique de publication de masse, en rendant son fonds d'ouvrages académiques accessible par des livres bon marché, avec des couvertures simplement cartonnées et collées : ainsi la série des manuels de S. Timoshenko, en partenariat avec l'ASME ; 
En 1979 McGraw-Hill a racheté le célèbre magazine d'informatique Byte à Virginia Williamson, laquelle devint pour l'occasion vice-présidente de McGraw-Hill. En 1986, McGraw-Hill a racheté son plus gros concurrent américain sur le marché des manuels scolaires, The Economy Company. 
Le 26 novembre 2012, McGraw-Hill a annoncé qu'elle se retirait du marché de l'édition scolaire et universitaire, en vendant sa Division éducation à Apollo Global Management pour 2,5 milliards de dollars. Le 22 mars 2013, elle a annoncé la conclusion de l'accord de vente moyennant un versement au comptant de 2,4 milliards de dollars, et le 1er mai 2013, les actionnaires de McGraw-Hill ont entériné l'adoption d'une nouvelle raison sociale : McGraw Hill Financial.

### Identité visuelle (logotype)

Logo de McGraw-Hill Education jusqu'en 2013.
Logo de McGraw-Hill Education depuis 2013.

## Activités

### Enseignement supérieur aux États-Unis
Le marché de l'enseignement supérieur aux États-Unis représente 65 % du chiffre d'affaires de l'entreprise en 2015. L'entreprise y détient une part de marché de 21 % en décembre 2015, ce qui la place parmi les 3 plus importants éditeurs universitaires opérant sur le marché américain.

### Activités internationales
En dehors du marché américain, McGraw-Hill Education opère dans plus de 135 pays en dehors des États-Unis, proposant des ouvrages dans près de 60 langues différentes. En général, il s'agit d'adaptation des produits proposés sur le marché américain et adapté aux marchés internationaux.

### Édition  professionnelle
L'édition professionnelle représente 10 % du chiffre d'affaires de l'entreprise en 2015. Près de la moitié du chiffre d'affaires de cette branche est réalisé par la vente de contenus numériques.